# Stöckaten
Stöckaten (früher Stöcketen genannt) ist ein Gemeindeteil der Gemeinde Köditz im Landkreis Hof (Oberfranken, Bayern). Stöckaten liegt in der Gemarkung Joditz.

## Geografie
Stöckaten besteht aus drei Einöden. Die nördlichste aus zwei Wohngebäuden bestehende Einöde liegt an der Rauhen Leite mit etwa 40 Metern Höhenunterschied zur Sächsischen Saale. Ein Anliegerweg führt unmittelbar nördlich zur Staatsstraße 2192, die nach Joditz (1 km nördlich) bzw. an Saalenstein vorbei und die Bundesautobahn 72 unterquerend nach Brunnenthal verläuft (2,7 km südöstlich).

## Geschichte
Es gibt in der Gegend zahlreiche Pingen, die auf einen einstmaligen Abbau von Eisen und Kupfer hinweisen. Gegen Ende des 18. Jahrhunderts bestand Stöckaten aus sechs Anwesen.
Von 1797 bis 1810 unterstand Stöckaten dem Justiz- und Kammeramt Hof. Infolge des Ersten Gemeindeedikts wurde Stöckaten dem 1812 gebildeten Steuerdistrikt Joditz und der zugleich entstandenen Ruralgemeinde Joditz zugewiesen. Am 1. Mai 1978 wurde Stöckaten im Zuge der Gebietsreform in Bayern nach Köditz eingemeindet.

### Einwohnerentwicklung
| Jahr      | 001799 | 001819 | 001861 | 001871 | 001885 | 001900 | 001925 | 001950 | 001961 | 001970 | 001987 |
| Einwohner | 30     | 8      | 11     | 12     | 9      | 13     | 12     | 18     | 13     | 5      | 16     |
| Häuser    | 6      |        |        |        | 2      | 2      | 2      | 2      | 2      |        | 4      |
| Quelle    | [ 7 ]  | [ 2 ]  | [ 10 ] | [ 11 ] | [ 12 ] | [ 13 ] | [ 14 ] | [ 15 ] | [ 16 ] | [ 17 ] | [ 1 ]  |

## Religion
Stöckaten ist evangelisch-lutherisch geprägt und bis heute nach St. Johannes (Joditz) gepfarrt.